# Teresa Pellati
Maria Teresa Pellati (* 29. August 1929 in Casalgrande; † 23. Dezember 2010 in Sassuolo) war eine italienische Schauspielerin.

## Leben
Pellati wurde in der norditalienischen Gemeinde Casalgrande geboren und siedelte mit ihrer Familie im Jahr 1938 in die Industriestadt Sassuolo um. Sie nahm 1950 an der Wahl zur Miss Emilia-Romagna teil und konnte den Titel gewinnen. Bald darauf ging sie als Schauspielerin nach Rom, bis sie sich 1991 aus dem Filmgeschäft zurückzog und wieder nach Sassuolo zurückkehrte, wo sie bis zu ihrem Tode lebte.
Pellati spielte zuerst Theater, bevor sie sich der Filmbranche zuwandte und im Jahr 1952 in Roberto Rossellinis Spielfilm Europa 51 neben Ingrid Bergman und in Toto und die Frauen unter der Regie von Stefano Vanzina und Mario Monicelli auftrat. 1956 konnte man sie in der Rolle der Liudmila in King Vidors Krieg und Frieden sehen. Weitere Filmrollen folgten.
Seit 2011 wird auf dem Ozu Film Festival (Kurzfilmfestival) in Sassuolo der Teresa Pellati Award für den besten Schauspieler verliehen.

## Filmografie
- 1952: Es geschah Punkt 11 (Roma, ore 11)
- 1952: Europa 51
- 1952: Totò und die Frauen (Totò e le donne)
- 1954: Vergine moderna
- 1954: Die Fahrten des Odysseus (Ulisse)
- 1955: Non c'è amore più grande
- 1956: Krieg und Frieden (War and Peace)
- 1957: Keine Schonzeit für Blondinen (La ragazza del Palio)
- 1960: Der Bucklige von Rom (Il gobbo)
- 1960: Jovanka und die anderen (Jovanka e le altre)
- 1965: Des Menschen Begierde (The Runaways)
- 1965: La violenza dei dannati